# Lorri Berd

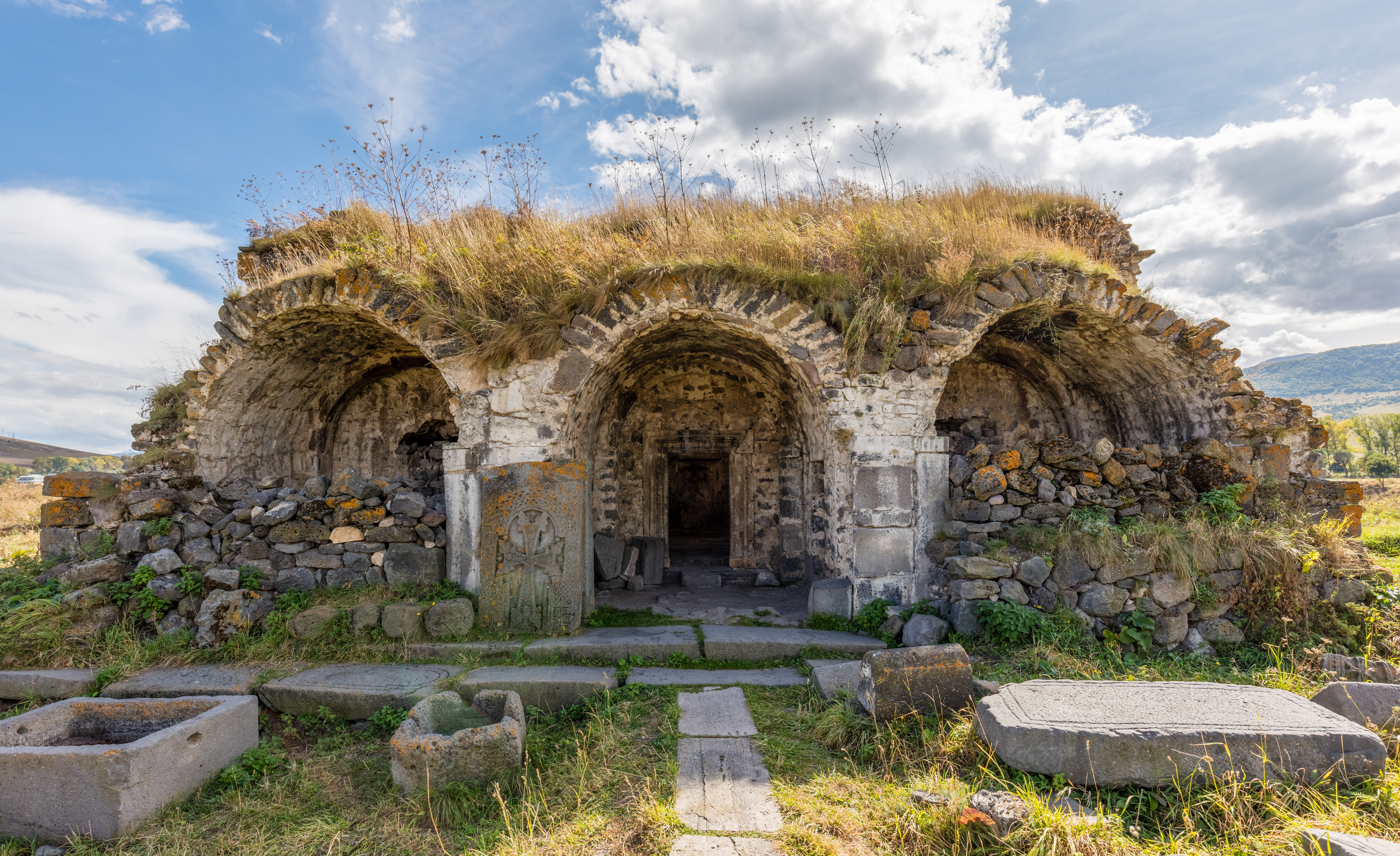
Une ruine, à Lori Berd.

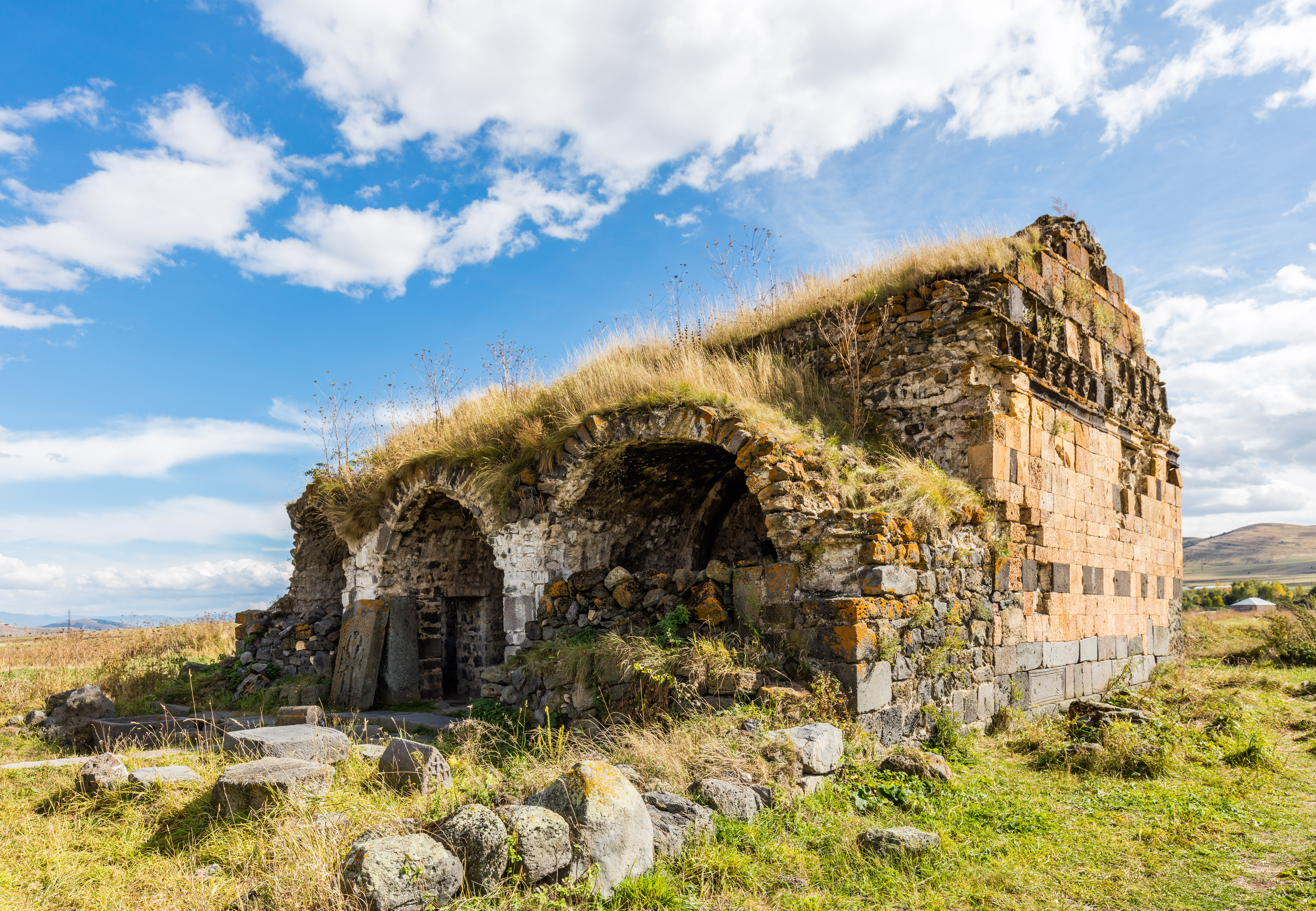
Ruine d'une église du XIe siècle à Lorri Berd. Photo septembre 2016.

Lorri Berd ou Lori Berd (en arménien Լոռի բերդ) est une communauté rurale du marz de Lorri en Arménie. En 2008, elle compte 439 habitants.